# Pimpinela (duo)
| Cet article est en cours de traduction et certains passages délicats sont encore dans les deux langues. |
| --- |

Pour les articles homonymes, voir Pimpinela.
Pimpinela est un duo musical argentin composé des frère et sœur Joaquín (21 juillet 1956) et Lucía Galán (23 mai 1961) nés en Argentine de parents espagnols d’Asturies et de León.
Le duo a sorti 22 albums  pour lesquels ils ont reçu 85 disques d'or, de platine et de diamant ; En 2001, ils avaient vendu 18 millions de disques et en 2012 (11 ans après), ils dépassèrent les 25 millions de copies à travers le monde. Ils chantent en anglais, italien et portugais en plus de l'espagnol, leur langue maternelle.
Ils ont également gagné de nombreuses récompenses nationales et internationales, leur musique ayant atteint l'Amérique du Sud, l'Europe, les États-Unis, le Canada et le Maroc.

## Parcours artistique

### Enfance, débuts artistiques et formation du duo
María Graciela Galán Cuervo (nom d'artiste Lucia Galan) et son frère Joaquín Roberto Galán, naissent à Buenos Aires en Argentine. Leurs parents étant d'origine espagnole, ils voyagent fréquemment en Espagne dès l'enfance sur des périodes pouvant aller jusqu'à six mois, en visite chez de la famille. Leur père vient des Asturies et leur mère de Leonesa. Ils seront les premiers à conseiller à leurs enfants de faire carrière dans la chanson. Chez eux la musique est quotidienne et Maria et Joaquin apprennent à chanter dès leur plus jeune âge.
Joaquín fut le premier à s'insérer dans la musique avec le groupe Claro de Luna où il réalisa des reprises de groupes comme les Beatles ou les Bee Gees ainsi que d'autres morceaux de son répertoire. Plus tard, le groupe s'est fait appeler Luna de Cristal, avec lequel il remporta un certain succès. Pendant ce temps Lucia, qui dès toute petite pris des cours de théâtre, débute dans le domaine musical en tant que choriste de la chanteuse argentine Manuela Bravo ou avec le groupe Montana.
María Engracia, mère des Galan, propose à ses enfants de chanter ensemble. Mais l'idée n'est pas du goût des deux adolescents. Ce fut l’insistance de leur mère qui les convainquit. 
Durant un voyage en Espagne, ils rencontrent l'interprète-compositeur Luis Aguilé, qui leur demande un enregistrement et les recommande au label CBS – aujourd'hui Sony BMG Music Entertainment. 

### Les années 1980
Le duo Galan se fait remarquer pour interpréter et composer d'une façon très différente de ce qui avait été fait jusque là. Mélangeant le théâtre et la chanson accompagnés d'un langage dialogué, direct et quotidien.
En 1981 ils sortent leur premier disque : Las primeras golondrinas (Les premières hirondelles) duquel fut tiré le single Tú me prometiste volver (Tu m'as promis de revenir), qui n'eut pas de succès jusqu'à ce qu'ils le présentent à la télévision durant le «Show fantástico» présenté par Armando Barbeito. L'album se vendit alors à dix mille exemplaires en une semaine.
En 1982 sort l'album Pimpinela qui contient Olvídame y pega la vuelta, le disque se vendit à 3 500000 exemplaires. Cette même année le frère et la sœur apparaissent pour la première fois au cinéma sous le nom Pimpinela dans le film Los fierecillos se divierten. Dans le dit film ils chantent leur dernier morceau Olvídame y pega la vuelta.
En 1983 sort un nouvel album Hermanos (Frères), et le morceau En lo bueno y en lo malo (hermanos). Ils se présentent par ailleurs en tournée dans toute l'Amérique Latine. Ils apparaissent de nouveau au cinéma, cette fois dans le film Los extraterrestres et chantent Vivir sin ti no puedo (Je ne peux pas vivre sans toi).
L'année 1984 arrive, après leur participation au Festival international de la chanson de Viña del Mar où ils gagnent la Antorcha de Plata (le Flambeau d'Argent), ils arrivent en Espagne où se prépare un disque nommé Olvídame y pega la vuelta qui réunit quelques-uns de leurs meilleurs succès jusqu'à ce jour. Au même moment se prépare au Brésil ce même disque avec quelques chansons en portugais. Cette même année arrive Convivencia qui s'édite autant en Amérique qu'en Espagne, avec quelques différences dans la sélection des musiques et de la jaquette.
Leur succès en Espagne se renforce durant l'année 1985, lorsqu'ils enregistrent Lucía y Joaquín et qu'ils chantent le morceau Por ese hombre (Pour cet Homme) avec l'espagnol Dyango. Au Brésil ce disque se nomme Esse homem en portugais. Cette même année ils furent invités à participer à Cantaré, cantarás.
En 1986, ils sont en promotion en Italie et enregistrent leur album El duende azul (Le lutin bleu), et enregistrent avec Diego Armando Maradona la chanson Querida amiga (Chère amie), avec sa version italienne Mia dolce amica. Les droits de la chanson furent remis à l'Unicef dont Maradona était l'ambassadeur. Cette chanson passa à la radio durant plusieurs semaines dans tout le pays.
En 1987 ils enregistrent Estaciones (aussi connu comme Valiente) et incluent la chanson Por siempre y para siempre chanté en duo par Lucia et Philip Michael Thomas (protagoniste de la série Miami Vice). La version anglaise Ever and forever fait partie de l'album Somebody de Thomas; le vidéo clip et la chanson eurent une bonne diffusion sur les émissions radios et les chaines télévisées des États-Unis.
Le dernier disque des années 1980 du duo fut Ahora me toca a mí, qui sortit en 1988. Ce disque est connu au Brésil comme Desencontros, certaines des chansons étant en portugais.
Entre 1987 et 1988 Lucia y Joaquin interrompent en partie leur carrière musicale pour participer au tournage de la telenovela El duende Azul.

### Les années 1990
En 1990, 1991 et 1992 les premiers signes de changement se font avec les chansons et clips Cuanto te quiero, Esa chica y yo et Heroína solitaria (notamment) avec des musiques différentes de celles auxquelles le public était habitué.
À la fin de l'année 1992, ils décident de changer de maison de disques pour celle qu'ils eurent à leurs débuts. De ce changement naissent des morceaux comme Hay amores que matan, El amor no se puede olvidar, Con un nudo en la garganta, La familia, Estoy sola de nuevo, Un poco de amor, Cuídala, Pase lo que pase; cette dernière étant en relation avec le problème des immigrants sans papiers en Californie, où le gouverneur de Californie de l'époque (1995) promeut la loi 187.
À partir de ce moment, il faut aussi mentionner la participation de célébrités aux vidéoclips, comme : Libertad Lamarque dans Cuídala et l'acteur Christopher Reeve dans Heroína solitaria, reconnu mondialement principalement pour son interprétation de Superman.
En 1998 ils enregistrent Marido y mujer (Mari et femme). Le morceau principal de ce disque fut Mañana, avec lequel ils traitèrent du sujet de couple pour la première fois depuis 1989, de plus il enregistrent Entre la espada y la pared avec le chanteur mexicain José José.
Pour terminer la décennie, en 1999, de la main de Oscar Mediavilla ils lancent Corazón gitano un disque avec des sons plus pop, qui s'est retrouvé en tête des classements des radios d'Argentine. C'est leur première expérience du genre, mais ils obtiennent cependant une nomination dans la rubrique "Meilleur groupe Pop" à la deuxième représentation du Prix Carlos Gardel.

### Les années 2000
Pimpinela commence le nouveau millénaire en gravant Buena onda en 2000.
Durant 2001 le duo fête ses 20 ans de carrière et lancent Gold, grandes éxitos, une anthologie musicale qui contient 26 succès et 4 chansons inédites, sur deux disques, 15 d'entre eux étant tirés de concerts à Madrid, Mexico, Miami et Buenos Aires, et 11 tirés d'autres albums. La tournée de cet album dure jusqu'en 2002.
De son côté Lucia participe avec Palito Ortega à la musique principale d'une comédie télévisée El sodero de mi vida. D'un autre côté, Lucia et Joaquin se chargent du thème musical du court-métrage El último copetín, dirigé par Ricardo Ottone.
En 2003 le frère et la sœur Galan, pour la première fois font un disque de reprises : Al modo nuestro, qui reprend des succès italiens datant des années 1960 et 70, de chanteurs comme Mina, Jimmy Fontana et Gabriella Ferri entre autres. Le disque fut distribué aux États-Unis, en Italie, à Porto Rico et en Argentine. Il en sortira une édition spéciale, avec un DVD des morceaux.
Lucia revient à la comédie, cette fois en faisant une participation spéciale dans la télénovela Soy gitano avec le personnage de "Amparo Lombardo".
Durant 2004 ils continuent leurs représentations et alternent avec le tournage du film Papá se volvió loco, où Lucia joue un des rôles principaux. Elle fait une apparition spéciale en tant que Marina, la sœur de Flor Finkel (Florencia Peña), dans La Niñera ; et tous deux font une apparition spéciale dans Los Roldán.
De retour en 2005 Lucia et Joaquin interrompirent l'enregistrement de leur nouvel album pour graver la chanson Mujeres azul y oro, qui fera partie de l'album Xentenario en l'honneur du 100e anniversaire du Club Atlético Boca Juniors (Club athlétique Boca Juniors).
Une fois cette participation faite, ils sortent dans les bacs ¿Dónde están los hombres?, leur disque le plus pop jusqu'à ce jour, avec des sons bossanova et électronique, qui contient aussi une nouvelle version de la chanson Olvídame y pega la vuelta avec un style reggaeton, enregistré par José Miguel Hernández.
De plus, ils firent la chanson Cena para cuatro en duo avec le groupe argentin Miranda!.
De son côté, Lucia est nommée pour le film Papá se volvió loco, auquel elle participe en tant qu'actrice.
En 2006 ils lancent le DVD Entre amigos (Entre amis), un concert réalisé pour Telefe, cependant ce DVD n'est pas compté parmi leur discographie officielle.
Durant 2007 ils présentent de nombreux concerts pour célébrer leur 25 ans, et visitent de nombreux pays où ils sont connus.
En 2008 après un retard et un changement de maison de disques, ils lancent Diamante, 25 aniversario, qui sort en CD et DVD ou CD+DVD. Le CD inclus trois duos, le premier avec Dyango pour la chanson Los amigos como yo single qui se fit connaitre sur internet, le deuxième avec la chanteuse argentine Valeria Lynch pour la chanson Que no me eche la culpa, et pour finir avec le groupe Los Nocheros, qui firent une nouvelle version de A mi tierra volveré chanson de Pimpinela.
Le DVD contient un concert réalisé dans le stade Luna Park en 2007. Il y a peu de temps l'album a reçu la certification d'or. La tournée de ce disque, Diamante tour dura jusqu'en 2010.
Lucia revient à l'écran, avec le personnage de Carmen Muleiro “La gallega” dans la télénovela Mujeres de nadie pour sa deuxième saison.
Durant 2009 les Pimpinela se préparent à annoncer ce que sera leur projet pour 2010, une comédie musicale basée sur leurs vies. En plus de cela, ils continuent leurs tournées habituelles.

### Les années 2010
2010 est une année de dur labeur pour Pimpinela, pour commencer ils présentent leur comédie musicale Pimpinela, La familia en alternant avec leurs représentations habituelles.
Ils lancent aussi, à travers le web, et principalement via Facebook, un appel aux fans afin qu'ils leur apportent des idées pour leur album numéro 23.
Pour terminer, ils présentent dans le programme de Susana Giménez le morceau Tengo derecho a ser feliz, version remixée de la chanson Primero yo inclus dans l'album Diamante, 25 aniversario.
En 2011 Pimpinela continuent les représentations et préparent leur nouveau disque qui sera lancé en octobre sous le titre Estamos todos Locos (Nous sommes tous fous).
En 2011 Pimpinela collabore avec le groupe de rock Mojinos Escozíos pour l'enregistrement de leur nouvel album, Mená Chatruá.

## Discographie
Dans cette partie est uniquement présentée leur discographie officielle, excluant les rééditions et collaborations.

### Années 1980
- 1981- Las primeras golondrinas.
- 1983- Pimpinela.
- 1983- Hermanos.
- 1984- Convivencia.
- 1985- Lucía y Joaquín.
- 1986- El duende azul.
- 1987- Estaciones o Valiente.
- 1988- Ahora me toca a mí.

### Années 1990
- 1990- Hay amores y amores.
- 1991- Diez años después.
- 1992- 92.
- 1993- Hay amores que matan.
- 1994- Nuestras 12 mejores canciones... en concierto!
- 1995- De corazón a corazón.
- 1997- Pasiones.
- 1998- Marido y mujer.
- 1999- Corazón gitano.

### Années 2000
- 2000- Buena onda.
- 2001- Gold CD 1 (enregistrement studio)
- 2001- Gold CD 2 (enregistrement live)
- 2003- Al modo nuestro
- 2005- ¿Dónde están los hombres?
- 2008- Diamante CD  (Morceaux inédits)
- 2008- Diamante DVD (30 morceaux en live)

### Années 2010
- 2011- Estamos todos locos (Sortie en octobre).

## Télévision
- El duende azul.

Une télénovela de 93 chapitres tournés entre Miami et Buenos Aires durant 1987 et 1988. Les indices d'audience de la production furent satisfaisants dans les pays où elle fut diffusée : Chili, Pérou, États-Unis, Portugal et Brésil où elle portait le nom de El día que me quieras.
- Soy gitano (2003).

Dans cette télénovela, Lucia interprète le personnage d'Amparo Lombardo une femme gitane, dont l'objectif est d'accumuler de l'argent à l'aide du jeu et des paris, elle est l'amante de Jano Amaya avec qui elle s'allie pour s'emparer des propriétés de la famille Heredia. Amparo est à la fois une femme malheureuse. 
Lucia partage l'affiche avec Osvaldo Laport, Antonio Grimau, Bettiana Blum entre autres.
La telenovela fut transmise sur le canal 13.
- Mujeres de nadie (segunda temporada 2008).

Cette télénovela argentine, raconte l'histoire de quatre infirmières qui travaillent dans un hôpital public “Benito García”.
Lucia interprète le rôle de Carmen Muleiro “La gallega”, une femme noble mais au caractère très fort. Dans l'hôpital c'est une femme qui planifie d'émigrer en Europre mais ses plans changent lorsqu'elle tombe amoureuse d'un patient, tandis qu'elle se fait battre par son conjoint.
Lucia joue aux côtés de Luisa Kuliok, ainsi que Laura Novoa et Eugenia Tobal.

## Cinéma
- Vivir con alegría (1979).

Joaquin jouant son propre rôle, membre de «Luna de Cristal».
Lucia en tant que fille d'un entrepositaire Muleiro.
- Qué linda es mi familia! (1980).

Joaquin jouant son propre rôle, membre de «Luna de Cristal».
- Los fierecillos se divierten (1982).

Lucia et Joaquin jouent leurs propres rôle, membres de Pimpinela.
- Los extraterrestres (1983).

Lucia et Joaquin jouent leurs propres rôle, membres de Pimpinela.
- Papá se volvió loco (2005).

Lucia en tant qu'Ana Gentile.

## Théâtre
- 2010 - Pimpinela, la familia, est une comédie musicale basée sur la vie de Lucia et Joaquin. Dans cette œuvre apparaît Ethel Rojo, qui interprète le rôle de la mère.

Le scénario est écrit par Lucia, Joaquin et Valeria Ambrosio, qui dirigea aussi la pièce.
La comédie musicale fut présentée le samedi 2 janvier 2010, au Théâtre Auditorium, à l'avant première on pouvait voir des célébrités comme : Pablo Alarcón, Mirtha Legrand, Daniel Scioli et Karina Rabollini, Aldrey Iglesias, Ricardo Fort et Laura Bozzo.
La pièce s'arrête le 4 décembre 2010, et devient la pièce la plus nommée de l'année.

### Nominations
Prix Estrella de Mar
Meilleure comédie musicale.
Chorégrapie : Mecha Fernández.
Costumes : Kris Martínez.
Mise en scène : Luís Castellanelli, Ana Repeto.
Lumières : Horacio Efrón et Pablo Hernando pour le Studio el Altillo.
Direction : Valeria Ambrosio.
Production : Aladino Producciones Autobombo.
Actuación femenina de reparto⇔Rôle féminin de distribution : Ivana Rossi.
Rôle principal féminin : Lucia Galán.
Meilleure musique originale : Joaquín Galán et Gaby Goldman.
Prix Hugo
Meilleures paroles de comédie musicale argentine : Joaquín Galán.
Révélation féminine : Lucía Galán.
Meilleure dessinateur de mise en scène originale : Luis Castellanelli y Ana Repetto.
Meilleure direction musicale : De Gaby Goldman.
Meilleure interprétation féminine : Mariela Passeri.
Meilleurs accords choraux : Ana Carfi.
Direction des acteurs : Rudy Chernicof.

## Action humanitaire
Durant la décennie de 1980, Lucia et Joaquin, lors de leurs tournées pour L'Amérique Latine, exigeaient par contrat d'inclure une présentation gratuite dans un foyer ou un orphelinat local.
L'institution américaine « World Vision » les convoquent pour organiser une émission spéciale de deux heures depuis Los Ángeles California, grâce à ça trois mille téléspectateurs feront don de vingt dollars mensuels pour l'entretien des vies d'autant d'enfants. On attribua à Pimpinela le mérite d'avoir fait dupliquer le nombre de donateurs durant la première demi-heure de la transmission télévisée.
Ils participèrent aussi à des campagnes similaires comme « Amarse » au Mexique, pour aider à la réinsertion dans la vie scolaire d'enfants des rues.
Au milieu de l'année 1995, l'idée de prendre parti dans la cause de l'enfance en détresse était déjà fait. Durant quasiment un an, ils se renseignent sur le sujet, réunissent une équipe de professionnels de confiance et fondent, le 2 juillet 1996 en Argentine, une association civile sans but lucratif : «Hogar Pimpinela para la Niñez», dont l'objectif est de donner une attention complète à chacun des 25 enfants qui vit ici. Le foyer développe son activité dans une maison donnée par le gouvernement de la province de Buenos Aires, avec une superficie de 170 m2 ouverts et 360 m2 couverts, divisée en chambres à coucher, galerías⇔couloirs, salon, salle à manger, aires de récréations, infirmerie, cuisines, terrasses, jardin, réserves, secteurs administratifs et de services. 
Tous les enfants ont été conduits par le Conseil Provincial du mineur et la Famille de la Province de Buenos Aires. Le foyer a comme marraine Gloria Estefan et a reçu de l'aide de Geraldine Chaplin.
En 2009 ils fondent aussi « Desde el alma », un centre de jour gratuit pour les enfants atteints du Syndrome de Down.

## Récompenses
Plus de 85 disques d'or, de platine et un de diamant.
- 1984 Meilleur Show Musical (Radio City Music Hall).
- 1985 Meilleur Show Musical (Radio City Music Hall).
- 1986 Meilleure artiste national.
- 2008 "Estrella de mar" pour leur carrière musicale.
- 2008 Lucia y Joaquin sont déclarés "citadins illustres de la ville de Vicente Lopez" en mérite de leur travail de solidarité développé sur le projet “hogar pimpinela para la niñez”.
- 2010 - 5 prix Estrella de Mar pour la pièce Pimpinela, la familia, dans les rubriques «Lumières et Mise en scène», «Chorégraphie», «Comédie musicale» et «Rôle principal féminin».
- 2010 Prix “HUGO” pour Lucia, dans la catégorie "Révélation féminine" pour “Pimpinela, La Familia”.
- 12 prix A.C.E. (Association de Chroniqueurs du spectacle de New York).

Au total le duo Pimpinela a obtenu 240 décorations durant sa carrière, entre disques d'or, de platine et diamant et récompenses diverses.

## Vie personnelle

### Lucia
Elle a une fille, Rocío Luna, née de son unique mariage avec Alberto Hazan dont elle divorce en 1999.
On lui alloue différentes relations avec : Diego Armando Maradona, Philip Michael Thomas, Ova Sabatini, Julio Iglesias, Plácido Domingo et Roberto Carlos.
Cependant elle affirme n'avoir été en couple qu'avec Guillermo Guido, Alberto Roca, Diego Guelar (alors ambassadeur argentin au sein de la Communauté Économique Européenne), Cristian Castro (Collaborateur du projet Hogar Pimpinela para la Niñez) et Pablo Alarcón.
Elle a eu des problèmes de santé à deux occasions : la première fois fut durant une tournée à Zacatecas (Mexique), le 22 octobre 2006, une Pico de presión⇔attaque qui affecta la mobilité de son pied, sa main et son bras; et toute la partie gauche du corps. 
Elle fut reçue à la Croix Rouge mexicaine, et le jour suivant elle récupéra la mobilité du pied mais pas du bras et de la main, elle dû d'ailleurs continuer les représentations avec le bras dans une écharpe. Après qu'on lui a 
diagnostiqué une ischémie cérébrale, et réalisé une IRM, Lucia annonça que les résultats n'indiquaient pas de lésion cérébrale.
Sur cette situation, certains médias annoncèrent qu'elle était hémiplégique, ce qu'elle réfuta à travers un communiqué de presse. Ses médecins associèrent l'ischémie cérébrale à une montée de tension. 
Après cela, le 14 janvier dans la ville de Piamonte, elle s'évanouit, mais sans complications majeures.
La seconde fois elle souffre d'une attaque après une représentation dans la localité de San Nicolas. À cette occasion les médias assurèrent qu'il s'agissait d'un AVC, information qui fut démentie par son frère Joaquin. Peu de temps après, elle retourne à son domicile pour se rétablir, et peu après continue ses activités de travail.

### Joaquin
Joaquin s'est marié à 22 ans avec la plasticienne Viviana Berco, et s'est séparé d'elle en 1987 sans divorcer. Ils se réconcilièrent et eurent un fils, Francisco Galán qui a de l'intérêt pour le monde de la musique.